# Gena Dimitrowa
Gena Dimitrowa (ur. 6 maja 1941 w Begleżu, zm. 11 czerwca 2005 w Mediolanie) – bułgarska śpiewaczka operowa, sopran.

## Życiorys
Pochodziła z rodziny chłopskiej. Wykształcenie muzyczne zdobyła w Państwowej Akademii Muzycznej w Sofii w klasie Christo Brambarowa. Następnie kształciła się w szkole przy teatrze La Scala w Mediolanie. Zadebiutowała na scenie w 1965 w roku Abigaille w operze Giuseppe Verdiego Nabucco, w operze narodowej w Sofii.
Jej międzynarodową karierę rozpoczęły zwycięstwa w konkursach Voci Verdiane w Busseto (1968) i w Treviso (1972), gdzie śpiewała rolę Amelii w Balu maskowym. W 1974 występowała po raz pierwszy we Francji i w Hiszpanii, przez pięć sezonów była związana z Teatro Colón w Buenos Aires. W 1978 zadebiutowała w operze wiedeńskiej. W latach 1980–1983 występowała regularnie w teatrze Arena di Verona, m.in. w rolach tytułowych w Aidzie, Giocondzie i Turandot. Wykonywała również partie Santuzzy w Rycerskości wieśniaczej, Leonory w Trubadurze, Desdemony w Otello, Manon Lescaut w operze pod tym samym tytułem, Lady Makbet w Makbecie, Minnie w Dziewczynie ze Złotego Zachodu oraz rolę tytułową w Tosce.
W 1981 po raz pierwszy wystąpiła w Stanach Zjednoczonych; w Dallas zagrała rolę Elwiry w Ernanim. W 1983 wystąpiła w La Scali w roli Turandot. W latach 1984–1988 występowała na wszystkich najważniejszych scenach Stanów Zjednoczonych. Ponadto w 1984 zagrała Lady Makbet na festiwalu w Salzburgu oraz Turandot w Covent Garden, zaś w 1987 wystąpiła w operze paryskiej w roli Normy. W 1987 ponownie wcieliła się w postać Aidy w inscenizacji wystawionej początkowo w Kairze, następnie zaś m.in. w Buenos Aires, Monachium i Berlinie.
Specjalizowała się w rolach przeznaczonych dla sopranów dramatycznych, w późniejszej fazie kariery zaczęła wykonywać także repertuar mezzosopranowy (role Amneris w Aidzie, którą w latach 80. wykonywała na przemian z rolą tytułową, i Eboli w Don Carlosie.